# Rhinolophus macrotis
Rhinolophus macrotis är en däggdjursart som beskrevs av Edward Blyth 1844. Den ingår i släktet hästskonäsor och familjen Rhinolophidae.

## Underarter
Catalogue of Life listar 6 underarter:
- Rhinolophus macrotis macrotis Blyth, 1844
- Rhinolophus macrotis caldwelli Allen, 1923
- Rhinolophus macrotis dohrni K. Andersen, 1907
- Rhinolophus macrotis episcopus Allen, 1923
- Rhinolophus macrotis hirsutus K. Andersen, 1905
- Rhinolophus macrotis topali Csorba and Bates, 1995

## Beskrivning
Som alla hästskonäsor har arten flera hudflikar kring näsan, delvis med ett hästskoliknande utseende. Dessa brukas för att rikta de överljudstoner som används för ekolokalisation. Till skillnad från andra fladdermöss som använder sig av överljudsnavigering produceras nämligen tonerna hos hästskonäsorna genom näsan, och inte via munnen. Arten är liten, med stora öron. Pälsen är brun med vitaktig underull, och blekare på undersidan. Kroppslängden är omkring 5 cm, ej inräknat svansen på 1 till 3 cm.

## Ekologi
Fladdermusen söker daglega i grottor och övergivna gruvor i skogar på höjder mellan 200 och 1 700 m.

## Utbredning
Arten förekommer i Syd- och Sydostasien från Pakistan, norra och nordöstra Indien, Bangladesh, Nepal, sydöstra Kina, norra Myanmar, norra Thailand, norra Laos, Vietnam och Malackahalvön till Sumatra och Filippinerna.

## Bevarandestatus
IUCN kategoriserar arten globalt som livskraftig. Arten är inte vanlig, men populationen är stabil. I delar av utbredningsområdet utgör dock skogsavverkning ett hot, liksom turistindustrin i Nepal.